# 刘瑞川
刘瑞川（1946年9月—），男，河北滦县人，中华人民共和国政治人物，二级大法官，曾任河北省高级人民法院院长、党组书记。